# Torre Friedrich Clemens Gerke
La Torre Friedrich Clemens Gerke (en alemany, Friedrich-Clemens-Gerke-Turm) és una torre de telecomunicacions de 230 metres d'alçària situada a Cuxhaven, Alemanya. Les obres de construcció de la torre van començar el 26 d'abril de 1990 i van completar-se el 9 d'abril de 1992.
Malgrat la seua grandària, i a diferència d'altres torres similars, és una estació repetidora de senyals emesos des d'altres punts i no s'utilitza com a font d'emissions pròpies.